# Сирневець
Си́рневець (болг. Сърневец) — село в Старозагорській області Болгарії. Входить до складу общини Братя-Даскалові.

## Населення
За даними перепису населення 2011 року у селі проживали 124 особи, з них 123 особи (99,2%) — болгари.
Розподіл населення за віком у 2011 році:
Динаміка населення: